# Vilmos Varjú
Vilmos Varjú (10. června 1937 Gyuli — 17. února 1994 Budapešť) byl maďarský koulař, mistr Evropy z let 1962 a 1966.
Poprvé startoval na evropském šampionátu v roce 1958 ve Stockholmu, kde skončil sedmý. O čtyři roky později se v Bělehradě stal mistrem Evropy výkonem 19,02 m. V roce 1966 v Budapešti titul evropského šampiona obhájil výkonem 19,43 m. Ve stejné sezóně zvítězil v této disciplíně při premiéře Evropských halových her.
Na olympiádě v Tokiu v roce 1964 získal bronzovou medaili v soutěži koulařů za výkon 19,39 m.
Při dalších světových soutěžích už na stupně vítězů nedosáhl - na evropském šampionátu v roce 1971 skončil čtvrtý, o rok později na mnichovské olympiádě osmý. Celkem sedmnáctkrát zlepšil maďarský rekord ve vrhu koulí - nejvíce na 20,45 m.